# عمور عبد النور
عبد النور عمور فنان (مغن، ملحن وكاتب أغاني) قبائلي من مواليد 17 فبراير 1952 في لفلاي، ولاية بجاية، الجزائر.

## حياته وبداية مشواره الفني
في أواخر الخمسينات، بدأ اهتمام عمور عبد النور بالمسيقى وتعلم ضرب الدربوكة، العزف على الفلوت والإيتار و عمره 11. 
في سنة 1964 انضم إلى فرقة ال "JFLN" التابعة لقريته وهذا ما أتاح له الفرصة لممارسة فنه في حفلات وأحداث محلية. 
في عام 1968 انتقل إلى الجزائر العاصمة. كتب ولحن أغنيته الأولى " Yeǧǧa-tt" (تركها وحدها) وتم بثها في الإذاعة لأول مرة في عام 1970. 
بعدها، إنشغل عمور عبد النور بدراسته وبالخدمة الوطنية وسجل أول أغانيه في أواخر السبعينات. وهكذا بدأ مشواره الفني الطويل والمستمر حاليا.

## ألبوماته الفنية
- D lεid
- Aεetteb
- Lebḥer
- 1988 : Ruḥ ur d-ttuɣal
- 1991 : Succès 91
- 1992 : Tirza
- 1993 : Σnu-tt
- 1994 : Argu ay il-iw
- 1995 : A lbaz err-itt-id
- 1996 : Ili-k d lkayes
- 1997 : Wiss zzman
- 1998 : Amek akka
- 1999 : Nna Crifa
- 2000 : Yilli-s n tmurt
- 2001 : Tikwal
- 2002 : Ugin azaglu
- 2003 : Ah yadini
- 2004 : Attan attan
- 2005 : Ma nniɣ-am
- 2006 : Uɣal-ed
- 2007 : Tḥermeḍ
- 2008 : Ḥader iman-ik
- 2009 : Ay imesdurar
- 2010 : Iger n ttar
- 2016 : Err-itt-id[2]

- كل ألبوماته والأغاني التي تحتويها مدونة في مقالة الفنان في الويكيبيديا الفرنسية.